# HD 110318
HD 110318，又名BD-12 3676，SAO 157448、HR 4822，是一颗恒星，视星等为5.98，位于銀經299.1，銀緯49.78，其B1900.0坐标为赤經12h 36m 4.6s，赤緯-12° 49.78′ 58″。